# 杜隆河
杜隆河（法語：Doulon，法語發音：[dulɔ̃]）是法国奥弗涅-罗讷-阿尔卑斯大区多姆山省与上卢瓦尔省的河流，是瑟努伊爾河的右支流，长35.3千米，发源自圣日耳曼莱尔姆，于多梅拉流入瑟努伊爾河。